# Def Con 5
Def Con 5, scritto anche Defcon 5, è un videogioco di simulazione del sistema di difesa antimissile Strategic Defense Initiative, pubblicato nel 1987 per Commodore 64 e MS-DOS e nel 1988 per Amiga dalla Cosmi Corporation.
Prende il nome dal livello più tranquillo del DEFCON, lo stato di allerta delle forze armate statunitensi.

## Modalità di gioco
Il giocatore gestisce un ipotetico terminale di controllo della Strategic Defense Initiative (SDI) durante un'offensiva sovietica. Dopo le prime attività di connessione iniziano le ostilità e si passa dal livello di allerta Defcon 5 al Defcon 4, e così via fino al Defcon 1 che corrisponde a una guerra nucleare in corso. Il nemico lancia diversi tipi di attacchi a seconda del Defcon attuale.
L'interfaccia del terminale può mostrare molte schermate di testo in inglese, mappe e tabelle, e si basa su codici identificativi e comandi da digitare poco comprensibili, come MAP0n (con n numerico) per visualizzare diverse mappe strategiche e INF0n per le tabelle informative sui vari sistemi. Su Amiga è disponibile il controllo tramite mouse per selezionare tali comandi.
All'inizio si deve attivare una tra sei stazioni sul territorio degli USA, ma sono indifferenti per il giocatore. Una linea di testo poi informa sulla prossima cosa da fare.
Con il procedere degli eventi si devono attivare specifici sistemi e affrontare quattro diversi sottogiochi d'azione a seconda del Defcon raggiunto.
- Defcon 4: si deve disinnescare una mina spaziale mandata dal nemico verso i sistemi SDI in orbita. La mina viaggia attraverso vari quadranti, su diverse schermate, e bisogna farla raggiungere da uno dei robot antimina, dandogli le coordinate verso le quali dirigersi. Quindi si controlla manualmente un braccio robotico per rimuovere il detonatore.
- Defcon 3: il nemico lancia intercettori contro i sistemi, che vanno spostati al sicuro mentre un'arma automatica a ricerca termica spara agli intercettori. Selezionato il giusto settore dell'orbita, si manovra a mano il mezzo spaziale minacciato per sfuggire al razzo che lo insegue e attirare il razzo verso il difensore che insegue lui.
- Defcon 2: dall'URSS partono missili balistici intercontinentali che devono essere abbattuti dai laser. Si deve modificare il valore dei campi numerici nei quattro angoli dello schermo per allineare i sistemi al bersaglio. Segue un'altra sequenza in cui bisogna sparare direttamente con vari armamenti.
- Defcon 1: alcuni missili raggiungono lo spazio aereo statunitense e il laser a raggi X deve fermarli. Un conteggio dell'altitudine dell'arma aumenta, mentre il conto alla rovescia del missile nemico diminuisce. L'arma laser distrugge il missile se si comanda la detonazione quando la differenza tra i due conteggi è sotto il 100.

## Accoglienza
Def Con 5 fu accolto soprattutto negativamente dalla stampa di settore. 
La versione Amiga ricevette anche apprezzamenti sulla qualità grafica, ma restando comunque deludente per via della scarsa giocabilità.
Anche il manuale, sebbene dettagliato, a volte fu giudicato poco utile.
Si conosce qualche parere moderatamente positivo sulla versione Commodore 64: la rivista Zzap! (74%) lo riteneva un gioco bello ma per intenditori, molto realistico nella parte simulativa, mentre i minigiochi d'azione sono semplici e comunque difficili. Jeux & Stratégie (6/10) definiva la simulazione impressionante e un po' accademica. 
Nel 1996 Computer Gaming World mise Def Con 5 al secondo posto in una selezione dei 50 peggiori giochi per computer di tutti i tempi.